# Ай-Сёсынкыёган (приток Сезынгъёгана)
Ай-Сёсынкыёган (Ай-Сезынгъёган; устар. Ай-Сезынг-Юган) — река в России, протекает по Ямало-Ненецкому АО. Устье реки находится в 18 км по правому берегу реки Сезынгъёган. Длина реки составляет 23 км.

## Данные водного реестра
По данным государственного водного реестра России относится к Нижнеобскому бассейновому округу, водохозяйственный участок реки — Обь от впадения реки Северная Сосьва до города Салехард, речной подбассейн реки — бассейны притоков Оби ниже впадения Северной Сосьвы. Речной бассейн реки — (Нижняя) Обь от впадения Иртыша.
Код объекта в государственном водном реестре — 15020300112115300023345.